# پیر ژان ژرژ کابانیس
پیِر ژان ژُرژ کابانیس (زادهٔ ۵ ژوئن ۱۷۵۷ – درگذشت ۵ مه ۱۸۰۸) پزشک، فیزیولوژیست و فیلسوف فرانسوی است.
کابانیس از فیلسوفان ماده‌باوری یا مکتب اصالت ماده در عصر روشنگری بود که در کتاب روابط میان امور جسمانی و اخلاقی انسان به اندیشه‌های ماده‌گرایی خود پرداخت.
او معتقد بود که تمام فرآیندهای فکری از حس تکامل می‌یابند و خود حس، خاصیتی از سیستم عصبی است. روح یک موجود نیست، بلکه یک قوه است؛ تفکر، عملکرد مغز است. و همانطور که معده و روده‌ها غذا را دریافت و هضم می‌کنند، مغز نیز انطباعات را دریافت می کند، هضم می کند و ترشح ارگانیک آن، یعنی تفکر، را از خود بروز می دهد.